# حنان الفاضلي
حنان الفاضلي (مواليد 2 مايو 1974) ممثلة وفنانة كوميدية مغربية، لها عدة أعمال كمسلسلات حنان شو، وسوبر حادة التي لقيت تجاوبًا إيجابيًا من الجمهور المغربي. وهي من عائلة فنية والدها الفنان القدير عزيز الفاضلي وشقيقها المخرج الشاب عادل الفاضلي، متزوجة وأم لطفل. ومن بين أنجح أعمالها التي شاركت فيها في الأونة الأخيرة هو برنامج حنان نيت من إخراج عادل الفاضلي و هو عبارة عن كبسولة فكاهية في بضع دقائق تتقمص فيها حنان دور الزهورة اليوتيوبر وعلاقاتها مع مواقع التواصل الاجتماعي وكذا معالجتها في كل حلقة على عدة مواضيع من الواقع المغربي في قالب كوميدي شيق للغاية .البرنامج تم إنتاجه سنة 2017 من قبل قناة الأولى المغربية.